# Rosa 'Madame Plantier'
Rosa 'Madame Plantier' — сорт роз, относится к классам Розы Альба, Гибриды розы Китайской и их клаймеры, Нуазетовые розы.
Декоративный садовый кустарник.

## История

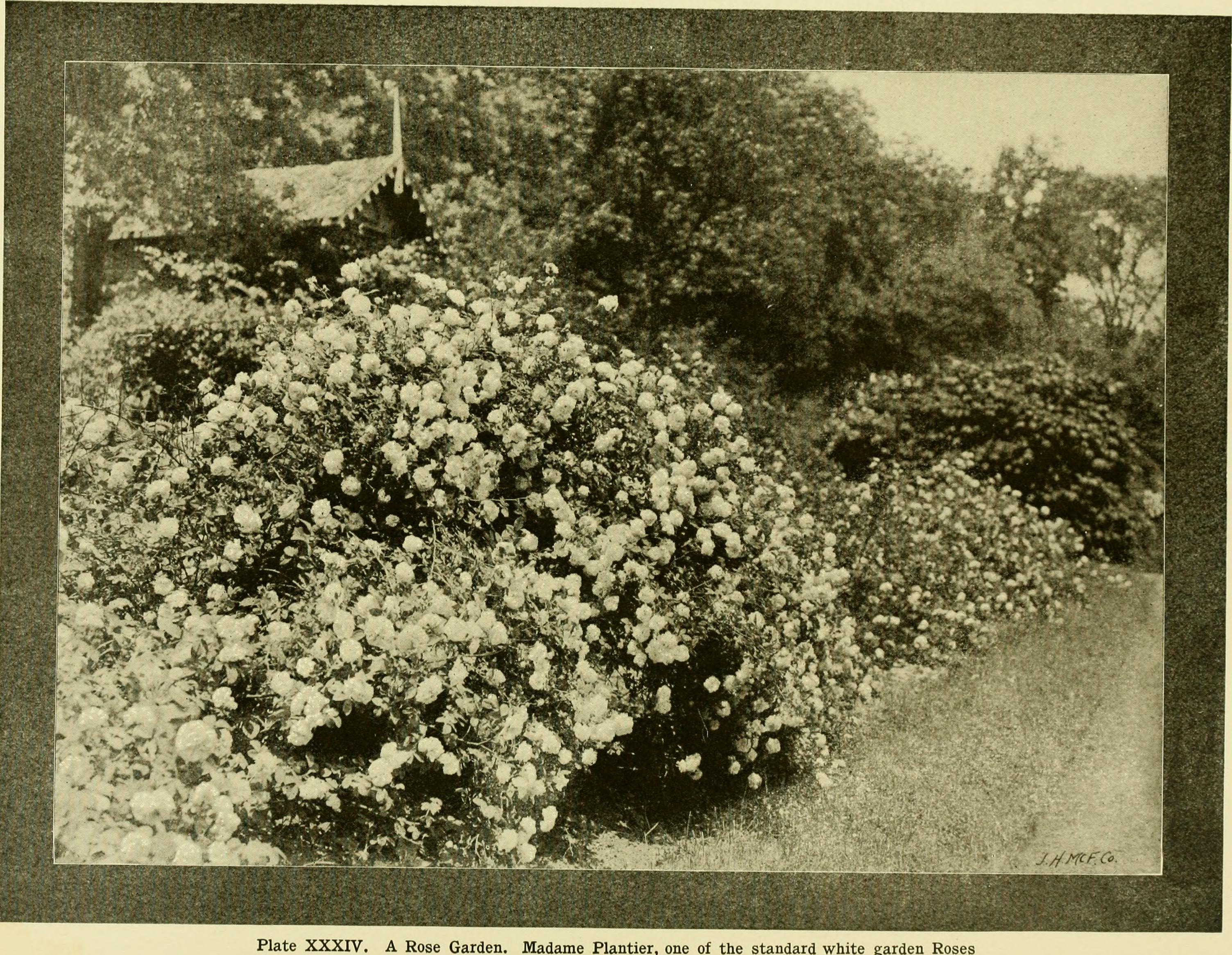
Rosa 'Madame Plantier', 1906 г.

Оригинатор Плантье назвал этот сорт в честь своей жены.
Известен, как один из сортов рекомендуемых для выращивания в садах Санкт-Петербурга в XIX веке.
В статье Н. Кичунова опубликованной в 1914 году в журнале «Прогрессивное Садоводство и Огородничество» этот сорт описывается следующим образом:
Среди бесчисленного количества сортов роз я считаю особенно ценной для России с её суровыми зимами на значительной части территории Империи розу ‘Мадам Плантье’ (Madame Plantier). Сорт этот я считаю не только высокоценным, но и незаменимым никаким другим сортом, если иметь в виду северную и большую или меньшую часть средней России. Разводя и культивируя розу ‘Мадам Плантье’ вот уже в течение более, чем 20 лет, я до сих пор не встречаю ей равной по достоинствам, имея в виду, повторяю, северную половину России. До сих пор ни один другой сорт не может быть по своим достоинствам сравним с этой чудной розой.
Можно сказать, что, выводя эту розу 75 лет тому назад, оригинатор, имея в виду своё отечество для использования этой новости, не знал, что выведением ‘Madame Plantier’ он делает гораздо большую услугу России, чем Франции.  ‘Madame Plantier’ именно чрезвычайно выгодно отличается от многих других морозостойких роз тем, что она расцветает вовремя, одновременно с центифолиями, и цветет с необыкновенной пышностью, будучи буквально осыпана прекрасными душистыми густомахровыми цветами белого колера с легким розоватым оттенком. Одно лишь можно поставить в упрек этому чудесному сорту, что ‘Madame Plantier’ цветет однажды и после не ремонтирует. Но зато этот недостаток вознаграждается необыкновенным обилием цветения и тонким благоуханием её красивых густомахровых цветов. Цветение этой розы продолжается недели три.
В России сорт 'Madame Plantier' реализовывался Помологическим садом А. Э. Регеля и Я. К. Кессельринга в Санкт-Петербурге, садоводством А.В. Десятова (Кочеток, Харьковской губерния) и другими питомниками.
Сорт популярен и в настоящее время.

## Биологическое описание
Триплоид. Кариотип: n=21
Высота куста до 150—365 см, ширина 150—245. Шипов практически нет.
Листья мелкие, светло-зелёные.
Цветки плоские, махровые, светло-кремово-розовые, быстро выгорающие до белых, часто с зелёным «глазком», аромат сильный, диаметр около 7 см. Появляются в кистях по 5—20.
Лепестков более 41.
Плодов не завязывает.

## В культуре
Очень выносливый и энергичный сорт. Может выращиваться, как высокий куст с поникающими побегами, или в виде плетистой розы на опоре.
Цветение однократное, продолжительное. Теневынослив.
Зоны морозостойкости (USDA-зоны): от 3b до 9b. По данным И. Кичунова (1929), без укрытия розы прекрасно зимовали в условиях Ленинграда. Согласно другому источнику этот сорт зимовал без укрытия в Курской и Саратовской губернии (кусты достигали человеческого роста). Под Петербургом без укрытия 'Madame Plantier' обычно не растет выше уровня снега так как древесина её здесь вследствие короткого и прохладного лета не полностью вызревает.
При размножении черенками в средней полосе России молодые растения в первую зиму жизни рекомендуется передерживать в подвале. В условиях открытого грунта они часто вымерзают.

## Происхождение
Точной информации о происхождении этого сорта нет. Существуют два предположения.
Rosa × alba ×  Rosa moschata
Rosa × damascena × Rosa moschata

## Болезни и вредители
Устойчивость к мучнистой росе и чёрной пятнистости высокая. Устойчивость к дождю низкая.